# Réserve naturelle de Korpen
La Réserve naturelle de Korpen   est une aire protégée norvégienne qui est située dans le municipalité de Larvik, dans le comté de Vestfold.

## Description
La réserve naturelle de 1,689 km2 a été créée en 2002. Elle est située au sud de Hvarnes.
Le chêne et le hêtre sont des arbres communs dans la réserve. Il y a aussi de l'orme, du tilleul, de l'aulne et du frêne ici, et par endroits une bonne quantité d'if. Il y a un grand élément de vieille forêt grossière et plusieurs chênes creux. Dans de nombreux endroits, il y a un bon accès au bois mort à tous les stades de décomposition. Il fournit un habitat aux mousses, champignons et lichens rares. La réserve naturelle a une valeur de conservation nationale.